# 프랑스령 인도차이나
프랑스령 인도차이나(프랑스어: Indochine française 앵도신 프랑셰즈[*])는 프랑스의 동남아시아에 있는 식민지 연방으로 베트남(코친차이나·통킹·안남), 라오스, 캄보디아로 이루어져 있었다.
베트남을 포함한 동남아시아는 19세기 이후, 유럽 열강의 침략에 의해 식민지화가 진행되었다. 프랑스 지배 이전 중부의 후에에 기반을 둔 응우옌 왕조의 베트남은 세로 형태로 길게 뻗은 국토를 북기·중기·남기와 북성·근기·가정성 등의 이름으로 북부와 중부 그리고 남부를 구별하였다. 프랑스는 응우옌 왕조 내부의 혼란을 틈타 군대를 파병하여 제1차 후에 조약 · 제2차 후에 조약을 맺고 베트남을 보호령에 편입 시키는 데 성공했다. 1883년 제1차 후에조약(계미조약)으로 베트남이 프랑스의 보호령이 된 이후에 응우옌 왕조가 있던 중부는 월남 이전의 명칭인 안남으로 호칭하고 실권이 없는 명목 상 황제의 자치를 허용하였고, 북부는 통킹으로 명명하였다. 남부는 코친차이나라는 명칭을 부여하였으며, 코친차이나는 프랑스의 영향력이 가장 높은 식민지로서 중부 · 남부 · 북부 세 지역 중 가장 풍요롭고 개방적이었으며, 국제적인 지역으로 탈바꿈 되었다. 베트남은 프랑스령 인도차이나 총독부의 지배 하에서 무거운 세금과 부역·소금·알코올·아편의 전매 등의 착취를 받았다. 저항 운동에 참여한 자의 다수는 비밀경찰에 의해 투옥되고 사형을 당하였다. 베트남은 프랑스령 인도차이나 총독부로부터 경제적인 수탈 뿐 아니라 전통 문화를 파괴 당하고 프랑스 문화를 강요 당하는 등 전형적인 식민지 정책의 압정을 겪었다. 그러다가 제2차 세계대전 중 프랑스 본국이 독일에 점령 되고, 중일 전쟁의 확대에 따라, 일본은 프랑스로부터 중화민국의 물자를 차단 시키기 위해 비시 프랑스 정권과 친화 정책을 써서 프랑스령 인도차이나에 일본군 진주를 인정받았다. 일본군은 1939년부터 1941년 사이에 단계적으로 진주하여 전 국토에 걸쳐 주둔하였지만, 프랑스령 인도차이나의 내정 주권은 전쟁 말기의 프랑스령 인도차이나가 처리될 때까지 프랑스에 있었다. 공산주의 세력은 이 시기 베트남의 농지 문제에 주목하여 프롤레타리아 혁명의 중요한 요인으로 평가하고 이후 민중 저항의 대의명분으로 삼게 된다.

## 역사

### 프랑스의 인도차이나 개입
프랑스에서는 나폴레옹 3세가 쿠데타(1851년)로 황제의 자리에 올랐다. 그는 "프랑스가 동아시아에 세력을 확장하지 않는다면 2류 국가로 전락할지도 모른다"는 믿음을 가지고 있었다. 또한, 프랑스가 문명화된 서구 문화를 전파해야 할 임무를 띠고 있다는 사상이 퍼져 있었다. 결국 프랑스의 베트남 진출은 베트남을 식민지로 삼으려는 목적이었다.:335~337 나폴레옹 3세의 프랑스는 영국과 연합하여 제2차 아편 전쟁을 치르는 한편:335~337 인도차이나에 프랑스 식민지를 구축하기 위한 단계들을 밟아 나갔다. 1857년 스페인의 호세 마리아 디아스(스페인어: San Jose María Díaz Sanjurjo) 신부가 살해되자(→Thomasian Martyrs), 그는 프랑스의 로마 가톨릭 선교사들에 대한 베트남의 박해에 응징하고 베트남 조정에 프랑스군의 베트남 주둔을 강요하고자 전쟁의 개시를 승인(1858년)하였다. 이로써 베트남과 프랑스는 전쟁에 돌입하였다(1858년).
프랑스 해군은 리고 드 주누이 제독 지휘 하에 다낭과 사이공을 점령(각각 1858년 9월 1일과 1859년 2월 17일)하였다. 사이공의 점령은 프랑스의 인도차이나 식민지 화의 시작이었다. 그리고, 프랑스 해군은 남부 베트남의 요충지에서 베트남군을 패퇴시켰다. 프랑스는 1861년에는 대대적인 침략을 감행하였다. 1862년 뜨득 황제는 항복하고 만다.
프랑스와 베트남 간에는 불평등 내용을 담은 사이공 조약을 체결하고:335~337 전쟁은 종결되었다.(→베트남-프랑스 전쟁) 사이공 조약의 주요 내용은 다음과 같다.
1. 남부 베트남의 비엔호아성·자딘성[7]·딘뜨엉성(베트남어: Định Tường / 定祥) 3개 성[8]을 할양한다.
2. 베트남은 프랑스에게 막대한 전쟁 배상금을 지불한다.
3. 프랑스의 전함이 메콩강을 자유 항해하는 것을 허용한다.[9]
4. 프랑스의 베트남 내에서의 자유로운 가톨릭 포교 특권을 인정한다.
5. 3개의 항구를 프랑스와의 무역을 위해 개항한다.
6. 베트남이 다른 나라와 교섭할 때 프랑스 황제의 동의를 받도록 한다.(↔베트남-프랑스 관계·응우옌 왕조)

### 베트남의 독립 운동
프랑스에 의한 베트남 통치가 시작된 이후 응우옌 왕조에게는 사법, 행정권 외에 전례, 은사, 훈장 수여 등의 명목적인 권한만이 주어지고 있었다. 이러한 상황 속에서 지금까지의 무력 투쟁에 의한 응우옌 왕조 재흥으로부터, 유럽의 선진적인 문물과 사상을 배워 근대화를 도모할 필요성이 주창 되어 일본 유학에 의한 베트남 근대화를 도모하는 동유운동으로 발전했다. 이러한 운동은 점차 급진적인 민족 운동으로 발전해 프랑스 당국의 압력을 받게 되었다.
함응이 황제는 광평의 오지 산골에서 저항을 계속했지만, 1888년 11월에 프랑스군에 체포되어 알제리에 유배되고, 존실설은 청나라에 망명하였다. 반정봉이나 황화탐에 의한 저항이 계속되었지만, 그들도 19세기 말에는 거의 진압되어 프랑스의 본격적인 베트남 통치 시대를 맞이하게 되었다.
1889년 타인타이 황제가 10세의 나이로 즉위 했지만, 1907년 9월, 프랑스의 압력으로 퇴위하여 아들인 주이떤 황제에게 양위를 하였다. 제1차 세계대전의 발발(1914년)은 정체된 응우옌 왕조 내부에도 큰 영향을 주었다. 제1차 세계대전의 영향 하에 의해 프랑스군의 방위력이 약해지자 1916년 5월 2일에 판보이쩌우(베트남어: Phan Bội Châu)가 조직 한 베트남 광복회의 반란 계획에 호응 하여 후에 왕궁을 탈출했지만, 6일 만에 체포되어 주이떤 황제를 옹위하여 반프랑스 혁명이 계획되었지만, 사전에 비밀이 누설되어 계획이 탄로나게 된다. 주이떤 황제는 아버지 타이타인과 함께 아프리카의 프랑스령 레위니옹 섬에 유배를 가고 대신 카이딘 황제가 즉위했다.
1925년에 카이딘 황제가 붕어하자 프랑스 유학 중이던 바오다이 황제가 귀국하여 즉위했다. 그가 즉위할 때 황제의 사법, 행정권이 프랑스에 귀속되었다. 바오다이 황제는 즉위 후 다시 프랑스로 유학을 하였다가 1932년에 귀국해 프랑스로부터의 독립을 목표로 하여 입헌적인 정치개혁을 목표로 했지만, 보수파의 저항으로 포기하고 말았다.

### 일본군의 진주와 응우옌 왕조의 멸망
중일 전쟁이 격화되면서, 일본 제국 육군은 베트남으로부터 중국국민당의 중화민국으로의 물자 수송로를 차단하기 위하여 프랑스령 인도차이나의 북부에 진주할 필요성이 대두 되었다. 제2차 세계 대전의 유럽 전선에서는 1940년 프랑스가 독일에 무릎을 꿇었고, 독일 점령 아래의 프랑스 비시 프랑스가 임명한 장 드꾸(Jean Decoux) 제독의 프랑스령 인도차이나 정부는 일본과 협력하여 일본군의 베트남 주둔을 허용하는 조약에 서명하여 1940년에 일본군은 베트남 북부에 진출하고, 1941년은 베트남 남부에도 진주하였다. 바오다이 황제는 프랑스와 적대하는 일본군에 협력했다. 일본군은 태평양 전쟁 말기인 1945년 3월까지 프랑스령 인도차이나 정부와 공존하였다. 1945년 3월 프랑스의 비시 정권이 몰락하자, 1945년 3월 11일에 베트남에서 프랑스와의 공동통치 체제를 전복 시키기 위해 반프랑스 쿠데타가 발발하였다. 즉, 일본군이 명호 작전(明号作戰)을 실행하여 프랑스군을 제압하여 프랑스로부터의 독립을 선언한 것이다. 이처럼 일본의 영향력 아래에 있고 명목 상에 불과한 베트남 제국이 수립되고, 바오다이는 황제가 되었다. 당시의 일본 군인 중에는 일본에 망명 중인 기외후(畿外侯)를 베트남 제국 황제를 세우려고 했지만, 남방군(南方軍)이나 제38군은 베트남의 새로운 정권에게 불간섭의 방침으로 군정의 실시나, 친일 정권 건설을 배제하는 걸로 결정하고 있었기 때문에 바오다이는 독립한 베트남의 최초 원수의 지위를 손에 넣게 된 것이었다. 그러나, 일본 제국의 패전과 그 직후의 '베트남 8월 혁명'으로 불리는 혁명이 일어나, 8월 30일에는 후에의 궁전에서 보대제는 퇴위하였고, 143년 간 베트남을 통치 했던 이르는 응우옌 왕조는 명목 상으로도 멸망하게 된다. 9월 호찌민(베트남어: Hồ Chí Minh / 胡志明)이 베트남민주공화국의 독립을 선언하였다. (→베트남-일본 관계·베트남 제국)

## 통치 지역

프랑스령 인도차이나의 통치 지역

### 베트남

#### 코친차이나
메콩강 삼각주 지역을 중심으로 하는 프랑스령 인도차이나의 한 지역이다. 프랑스군이 최초로 점령, 통치 했던 지역이다. 그 정청은 사이공, 현 호찌민시에 설치되었다.

#### 안남
중부 베트남을 중심으로 하는 지역이다. 현재의 중부 베트남보다는 더 넓은 지역이며, 프랑스에 종속되어 있었던 응우옌 왕조의 수도인 후에를 중심으로 했다.

#### 통킹
베트남의 전통적인 중심지인 홍강 삼각주를 중심으로 하는 베트남 북부의 지역이다. 마 강을 경계로 안남과 맞닿아 있었고, 프랑스 점령기 초기 때 청군이나 군벌 시대와 프랑스군의 군사적 충돌이 주로 일어났던 지역이기도 하다. 하노이에 그 정청이 설치되었다. 제2차 세계 대전이 벌어져 1940년 프랑스가 독일에 무릎을 꿇자, 독일 점령 아래의 프랑스의 비시 정권이 임명한 장 드꾸(Jean Decoux) 제독의 프랑스령 인도차이나 정부는 일본과 협력하여 일본군의 베트남 주둔을 허용하는 조약에 서명하여 일본군이 베트남에 주둔하게 되었다.

### 캄보디아: 1887-1949
19세기 중순부터 프랑스에 의한 인도차이나반도의 식민지 화가 시작되었다. 노로돔 국왕은 프랑스와 교섭해 1863년부터 캄보디아는 프랑스의 보호국 즉, 프랑스의 식민지가 되었다. 1887년에는 캄보디아가 프랑스령 인도차이나에 편입되었다. 1907년에는 시암으로부터 앙코르 부근의 영토를 탈환하였다.
1940년에는 일본군이 인도차이나에 침공하였고, 이 기회를 틈타 노로돔 시아누크 국왕은 1945년 3월 12일에 캄보디아의 독립을 선언하였다. 그러나 일본이 연합국에 항복하면서 1946년에는 다시 프랑스의 보호 하로 돌아와 독립은 소멸하게 된다.
시아누크 국왕은 끈질기게 독립 운동을 계속해 1947년에는 헌법을 공포하였고, 1949년에 프랑스 연합 내에서의 독립을 선언하였다. 1953년에는 경찰권, 군사권을 회복해 완전 독립을 이룰 수 있었다.

## 사회

### 공산당의 신장
베트남 사회 구조의 기초를 이루는 것은 가족 제도이며, 이것을 기초 단위로 광범위한 자치권을 가지는 촌락이 형성되고 있었다. 이러한 촌락이 독자적인 장로 회의를 집약점으로 하는 자치 형태를 유지하며, 강하게 단결하여 베트남 사회의 저변을 이루고 있었다. 그러므로 역대 왕조나 프랑스 식민지 행정 기관도 촌락 자치에 쉽게 간섭하지 못하였다.
경제 구조는 총 인구의 약 85%가 농업, 목축, 어업 산업에 의존하며, 국민 총생산의 50%에서 60%를 차지하고 있었다. 프랑스령 인도차이나 정부는 이러한 경제 구조를 변혁 시키기 위해서 적극적으로 자본 투자했지만, 촌락 자치 형태에 방해 받고, 이어 일본군의 점령 통치를 받게 되었다. 특히 토지 문제가 중요해서, 본격적으로 식민지 지배가 시작된 19세기 말부터 프랑스는 촌락마다 공동 경영 형태인 공전제에 개입하여 농지 개혁에 착수했다. 1930년에는 전체 경작지의 80%가 사유지가 되었지만, 농민 중 약 70%가 소작인으로 전락했고 약 6%의 대지주가 경작지의 60% 이상을 소유하게 되었다. 이러한 경향은 특히 북위 14도 이북의 북부 베트남에서 두드러지게 나타났고 많은 농민이 궁핍한 삶을 살아야 했다.
공산주의 세력은 농지 문제에 주목하여 프롤레타리아 혁명의 중요한 요인으로 평가하고 이후 민중 저항의 대의명분으로 삼는다.
| 지역        | 소지주 | 중지주 | 대지주 |
| ----------- | ------ | ------ | ------ |
| 북부 베트남 | 98.1％ | 1.8％  | 0.1％  |
| 중부 베트남 | 98.5％ | 1.4％  | 0.1％  |
| 남부 베트남 | 71.7％ | 25.8％ | 2.5％  |

## 같이 보기
- 프랑스령 인도차이나의 국기
- 인도차이나 전쟁